# 사하라 (2017년 영화)
《사하라》(프랑스어: Sahara)는 프랑스와 캐나다에서 제작된 피에르 코레 감독의 2017년 애니메이션 영화이다. 오마르 시 등이 목소리 출연했다.

## 줄거리
코브라 아자르는 따돌림에 지쳐 친구인 전갈 피트와 함께 고귀하고 부유한 녹색뱀들이 사는 오아시스에 숨어들어가기로 한다. 아자르는 반대로 답답한 오아시스에서 도망치고 싶어하는 녹색뱀 에바와 마주치고 에바를 좋아하게 되지만, 에바는 피리로 뱀을 부리고 뱀 가죽을 벗겨 파는 상인 오마르에게 붙잡힌다. 아자르와 피트는 에바를 구출하기 위해 사막 모험을 시작한다.

## 목소리 출연
| 배역       | 프랑스어 성우     | 영어 성우     |
| ---------- | ----------------- | ------------- |
| 아자르     | 오마르 시         | 로버트 네일러 |
| 에바       | 루안 에메라       |               |
| 피트       | 프랑크 가스탕비드 | 다니엘 브로쉬 |
| 가리       | 뱅상 라코스트     |               |
| 오마르     | 그랑 코르 말라드  |               |
| 살라딘     | 로슈디 젬         |               |
| 미카엘     | 조나탕 랑베르     |               |
| 리타       | 마틸드 세녜       |               |
| 조르주     | 장 뒤자르댕       |               |
| 개똥벌레왕 | 클로비스 코르냐크 |               |
| 알렉상드리 | 림 케리시         |               |
| 알렉상드라 | 사브리나 우아자니 |               |